# Clímene (filha de Oceano)
Clímene, na mitologia grega, foi uma das oceânides, as filhas de Oceano e Tétis.
Segundo Higino, do Éter e da Gaia, nasceram, dentre outros, os titãs, inclusive Jápeto, Oceano e Tétis. Oceano e Tétis tiveram como filhas as oceânides, inclusive Clímene, e os rios.
Clímene se casou o titã Jápeto, e eles foram os pais de Atlas, Epimeteu e Prometeu. Atlas teve várias filhas,[carece de fontes?] dentre as quais as sete plêiades, e Epimeteu e Prometeu foram os pais, respectivamente, de Pirra e Deucalião, o casal sobrevivente do Dilúvio.